# Ентерпрайз (шатл)

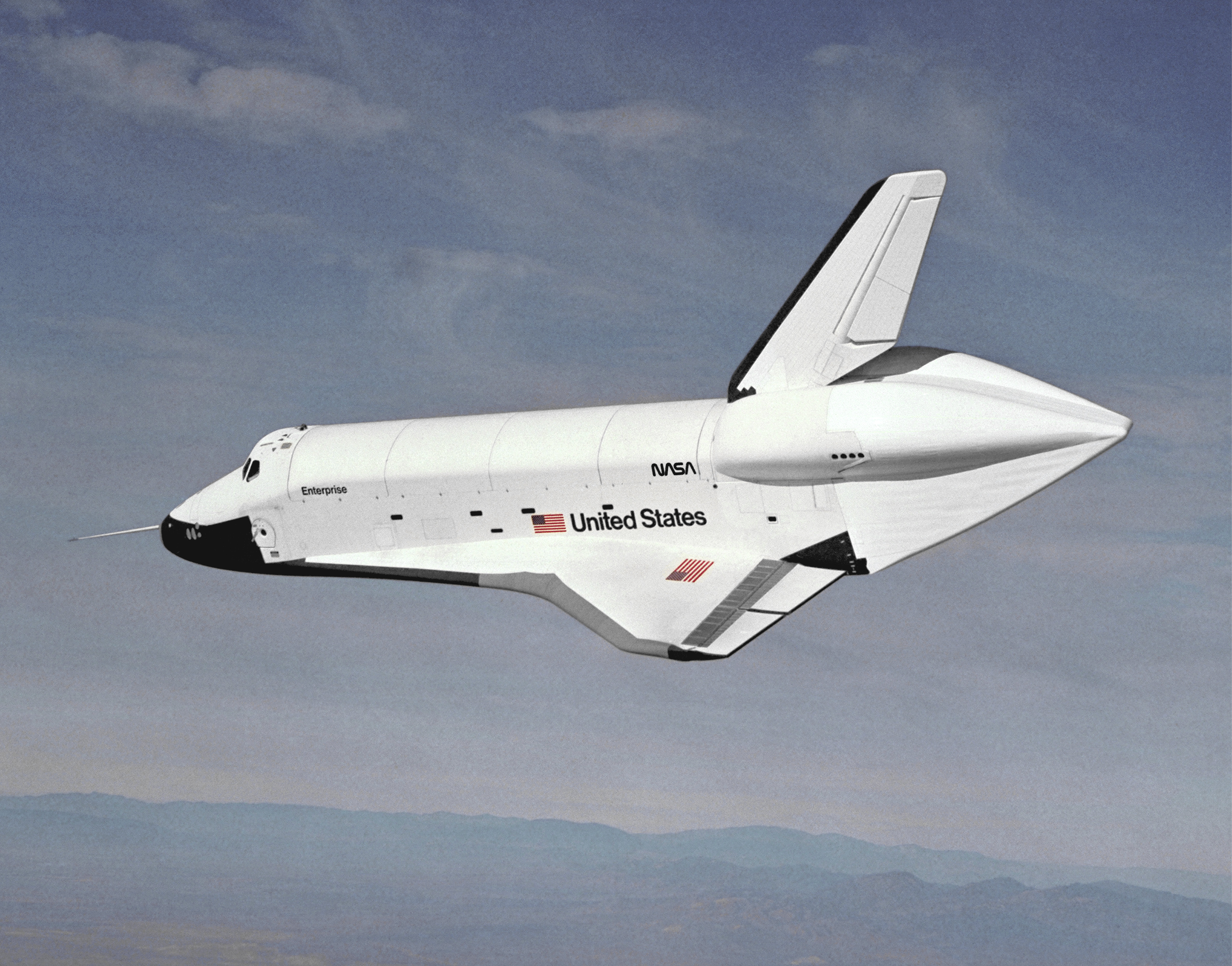
Випробувальний політ

«Ентерпрайз» (від англ. enterprise — «справа», у сенсі:  «задумана, розпочата ким-небудь справа», «починання») — атмосферний прототип транспортного космічного корабля НАСА багаторазового використання. Умовне позначення — OV-101.
Спочатку передбачалося назвати орбітальний корабель «Конституція» (англ. Constitution) на честь двохсотріччя американської конституції. Пізніше, за численними пропозиціями глядачів популярного телевізійного серіалу «Зоряний шлях» (англ. Star Trek ), вибрано для корабля назву «Ентерпрайз».
«Ентерпрайз» (Enterprise) сконструйовано наприкінці 1970-х років і передано в експлуатацію НАСА в січні 1977-го. Сам шаттл  не був призначений для польотів у космос — його використовували лише як тестовий апарат для відпрацювання методів посадки.
Перші випробування проводилися з використанням спеціально обладнаного літака-носія «Shuttle Carrier Aircraft»: «Ентерпрайз» закріплено зверху на його корпусі для перевірки аеродинамічних характеристик космічного човника. Перші польоти проводилися без екіпажу; проте в наступних польотах шаттла знаходився в пілотській кабіні екіпаж, який займався тестуванням і перевіркою приладів.

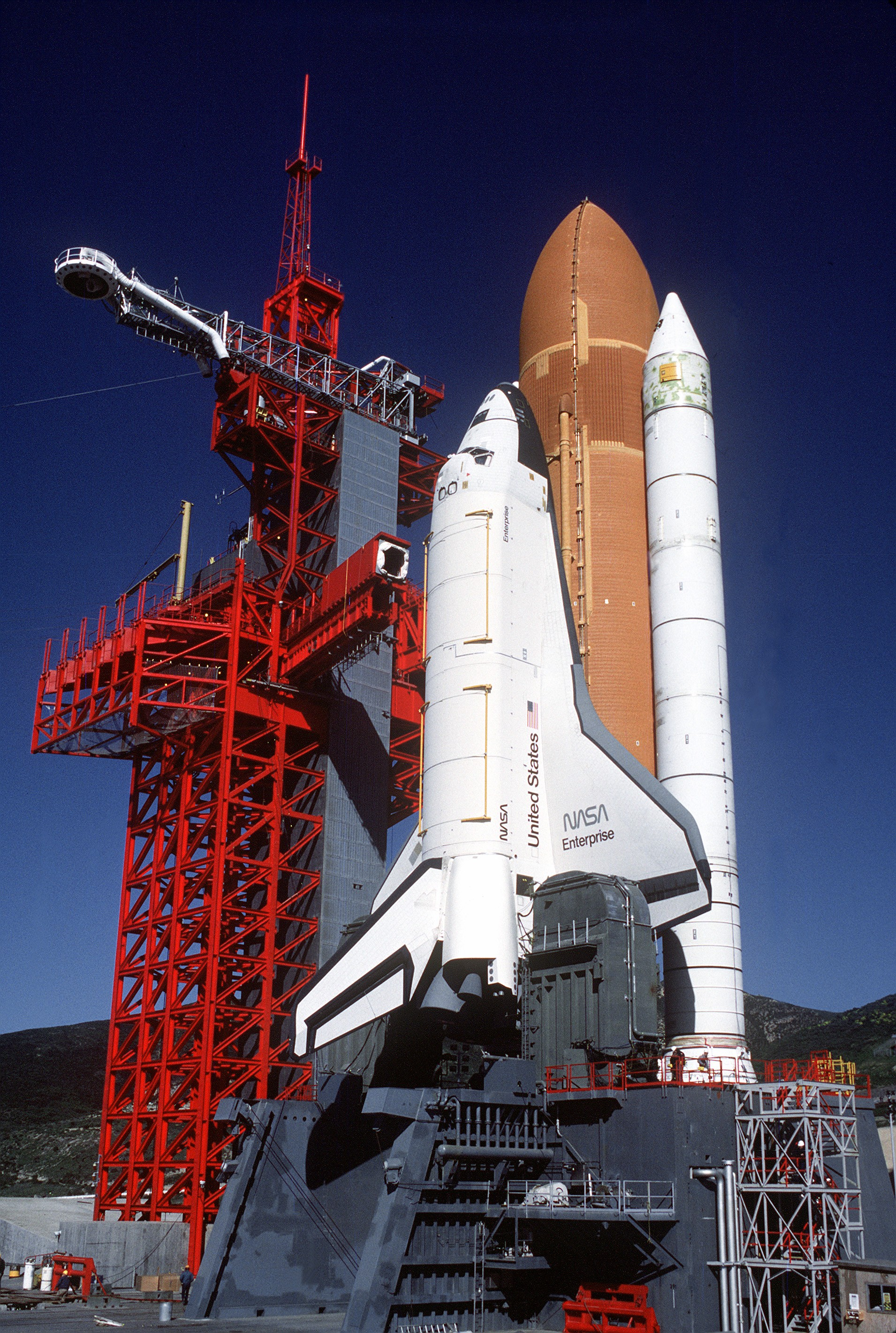
Шатл у конфігурації запуску

Протягом дев'ятимісячної програми випробувань було встановлено, що шаттл здатний здійснювати польоти в атмосферу та приземлюватися як літак. Проводилися у стартовій конфігурації зі зовнішнім паливним баком і твердопаливними прискорювачами випробування на їх вібраційні ефекти. Відтак відпрацьовували всі нові модифікації на «Ентерпрайз» перш ніж застосовувати їх на робочих шаттлах. Існували плани переобладнання «Ентерпрайза» в діючий космічний корабель, але через брак коштів від планів відмовилися.
Після випробувань «Ентерпрайз» частково розібрано — і деякі його деталі використовано для інших шаттлів. Надалі «Ентерпрайз» використовувався як виставковий експонат: виставлявся у Франції, Італії, Великій Британії, Канаді та в деяких штатах США. 
У листопаді 1985 «Ентерпрайз» передано в Смітсонівський інститут; 2003-го «Ентерпрайз» — у національний музей космосу, який носить назву Smithsonian Steven F. Udvar-Hazy Center. Зі завершенням експлуатації шатлів, «Ентерпрайз» переїде з Вірджинії в Морський та аерокосмічний музей у Нью-Йорку.

## Випробувальні польоти
| Політ                          | Дата            | Швидкість  | Висота       | Екіпаж                     | Тривалість          | Коментарі                                                             |
| ------------------------------ | --------------- | ---------- | ------------ | -------------------------- | ------------------- | --------------------------------------------------------------------- |
| Рульові випробування № 1       | 15 лютого 1977  | 143 км/год | Злітна смуга | відсутній                  | без зльоту          | Захисний конус на кормі                                               |
| Рульові випробування № 2       | 15 лютого 1977  | 225 км/год | Злітна смуга | відсутній                  | без зльоту          | Захисний конус на кормі                                               |
| Рульові випробування № 3       | 15 лютого 1977  | 253 км/год | Злітна смуга | відсутній                  | без зльоту          | Захисний конус на кормі                                               |
| Політ з вимкненим двигуном № 1 | 18 лютого 1977  | 462 км/год | 4.877 м      | відсутній                  | 2 година 5 хвилин   | Захисний конус на кормі, шатл закріплений на корпусі літака Боїнг-747 |
| Політ з вимкненим двигуном № 2 | 22 лютого 1977  | 528 км/год | 6.888 м      | відсутній                  | 3 година 13 хвилин  | Захисний конус на кормі, шатл закріплений на корпусі літака Боїнг-747 |
| Політ з вимкненим двигуном № 3 | 25 лютого 1977  | 684 км/год | 8.108 м      | відсутній                  | 2 година 28 хвилин  | Захисний конус на кормі, шатл закріплений на корпусі літака Боїнг-747 |
| Політ з вимкненим двигуном № 4 | 28 лютого 1977  | 684 км/год | 8.707 м      | відсутній                  | 2 годинаа 11 хвилин | Захисний конус на кормі, шатл закріплений на корпусі літака Боїнг-747 |
| Політ з вимкненим двигуном № 5 | 2 березня 1977  | 763 км/год | 9.144 м      | відсутній                  | 1 година 39 хвилин  | Захисний конус на кормі, шатл закріплений на корпусі літака Боїнг-747 |
| Активний політ № 1             | 18 червня 1977  | 335 км/год | 4.563 м      | Фред Хейз, Гордон Фулертон | 55 хвилин 46 секунд | Захисний конус на кормі, шатл закріплений на корпусі літака Боїнг-747 |
| Активний політ № 2             | 28 червня 1977  | 499 км/год | 6.715 м      | Джо Енгл, Річард Трулі     | 62 хвилини 0 секунд | Захисний конус на кормі, шатл закріплений на корпусі літака Боїнг-747 |
| Активний політ № 3             | 26 липня 1977   | 501 км/год | 9.233 м      | Фред Хейз, Гордон Фулертон | 59 хвилин 53 секунд | Захисний конус на кормі, шатл закріплений на корпусі літака Боїнг-747 |
| Вільний політ № 1              | 12 серпня 1977  | 499 км/год | 7.346 м      | Фред Хейз, Гордон Фулертон | 5 хвилин 21 секунда | Захисний конус на кормі, посадка на висохшому озері                   |
| Вільний політ № 2              | 13 вересня 1977 | 499 км/год | 7.925 м      | Джо Енгл, Річард Трулі     | 5 хвилин 28 секунд  | Захисний конус на кормі, посадка на висохшому озері                   |
| Вільний політ № 3              | 23 вересня 1977 | 467 км/год | 7.529 м      | Фред Хейз, Гордон Фулертон | 5 хвилин 34 секунд  | Захисний конус на кормі, посадка на висохшому озері                   |
| Вільний політ № 4              | 12 жовтня 1977  | 447 км/год | 6.828 м      | Джо Енгл, Річард Трулі     | 2 хвилини 34 секунд | Посадка на висохшому озері                                            |
| Вільний політ № 5              | 26 жовтня 1977  | 456 км/год | 5.791 м      | Фред Хейз, Гордон Фулертон | 2 хвилини 1 секунда | Приземлення на посадкову смугу                                        |

- Екіпаж літака-носія Боїнг-747 (англ. Shuttle Carrier Aircraft, скорочено: SCA):
- Фітцг'ю Фултон (Fitzhugh L. Fulton, Jr.), пілот
- Томас Макмертрі (Thomas C. McMurtry), пілот
- Луїс Ґідрі (Louis E. Guidry, Jr.), бортінженер
- Віктор Гортон (Victor W. Horton), бортінженер